# Correbidia pseudoterminalis
Correbidia pseudoterminalis är en fjärilsart som beskrevs av Embrik Strand 1917. Correbidia pseudoterminalis ingår i släktet Correbidia och familjen björnspinnare. Inga underarter finns listade i Catalogue of Life.